# Saphobius lesnei
Saphobius lesnei är en skalbaggsart som beskrevs av Renaud Maurice Adrien Paulian 1935. Saphobius lesnei ingår i släktet Saphobius och familjen bladhorningar. Inga underarter finns listade i Catalogue of Life.